# Listen to My Word
Albums de Oh My Girl
Pink Ocean
(2016) Coloring Book
(2017)
Singles
1. Listen to My Word (A-ing)
Sortie : 1er août 2016

Listen to My Word (coréen : 내 얘길 들어봐, RR : Nae Yaegil Deureobwa) est le quatrième mini-album du girl group sud-coréen Oh My Girl. Il est sorti le 1er août 2016 sous WM Entertainment et distribué sous LOEN Entertainment. L'album contient quatre reprises d'anciens titres K-pop, incluant le titre principal  "Listen to My Word (A-ing)" du girl group Papaya sorti en 2000, en collaboration avec le duo Skull et Haha,.

## Liste des pistes
| 1.    | Listen to My Word (A-ing) (coréen : 내 얘길 들어봐 (A-ing), RR : Nae Yaegil Deureobwa (A-ing); featuring Skull and Haha) | Lee Yong-min, Mimi  | Hwang Se-jun  | 3:31 |
| 2.    | Midsummer Night's Christmas (한여름의 크리스마스; Hanyeoreumui Keurisemaseu)                                             | Lee Jung-hyun, Mimi | Lee Jung-hyun | 3:54 |
| 3.    | Je T'aime | Lee Do-yeon, Mimi   | Yoo Jung-yeon | 3:48 |
| 4.    | Lies You Can See (거짓말도 보여요; Geojitmaldo Boyeoyo)                                                                  | Kim Hyun-chul, Mimi | Yoo Jung-yeon | 3:58 |
| 15:08 | |                     |               |      |

## Classement
| Classement (2016)          | Meilleure position |
| -------------------------- | ------------------ |
| South Korean Albums (Gaon) | 1                  |